# Rhabdophis swinhonis

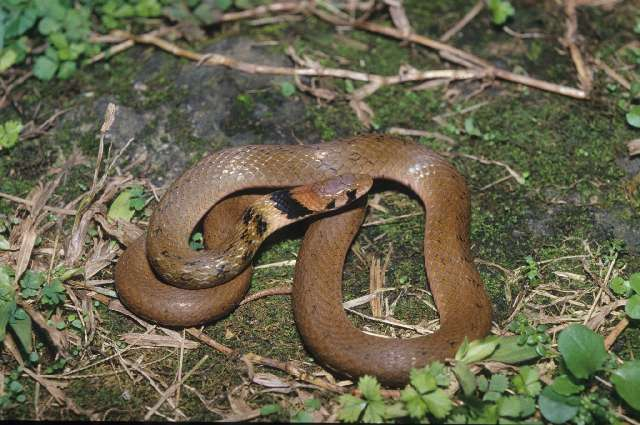
Rhabdophis swinhonis

Rhabdophis swinhonis é uma cobra natricinae da família Colubridae. É endémica de Taiwan. É também conhecida como Taiwan keelback e Swinhoe's grass snake. É nomeado em honra a Robert Swinhoe, um diplomata britânico e naturalista estacionado na China, em meados do século 19 e que recolheu o holótipo.

## Descrição
Rhabdophis swinhonis pode atingir um comprimento máximo de 7070 cm (28 pol). Ele tem entre 15 a 17 linhas de escamas. A cabeça é oval, o corpo é moderadamente forte, e a cauda é moderadamente longa. Os olhos são médios ou grandes, e apresentam uma íris de cor cinza-escuro e uma pupila redond rodeada por um anel cinza. O corpo no dorso é cinza-escuro-marrom com áreas de preto mal-definidas ou bastante proeminentes. A parte inferior é  apresenta uma cor creme e cinza claro, e está manchada com depósitos grosseiros de um pigmento escuro. A cabeça apresenta um tom uniforme de verde-oliva escuro cinza a marrom-oliva em cima, enquanto as laterais são mais leves. Há uma oblíqua faixa preta abaixo do olho, assim como uma faixa preta maior na lateral da cabeça, acima do canto da boca. O cachaço tem uma distinta, grossa e preto mancha a apontar para trás. As escamas anais estão divididas e as escamas sub-caudais estão emparelhados.
Rhabdophis swinhonis não é venenosa e é dócil; quando ameaçada, ela pode expandir sua garganta e pescoço transversalmente, mas é improvável que proceda para uma mordida. Ele tem glândulas no pescoço que libertam um líquido marrom; este pode agir como um impedimento para um predador, embora a sua função exacta permanece desconhecida.
A reprodução é através de ovos. Cada ninho contém entre 6 a 15 ovos.

## Habitat and distribution
Rhabdophis swinhonis aparece na Ilha de Taiwan em elevações entre os 500 e os 1000 metros acima do nível do mar. É uma cobra diurna que vive no solo da floresta, em matos e outros ambientes húmidos. Elas podem também aparecer em campos agrícolas. A sua presa principal é o sapo.